# Nicolas Schmitz
Pour les articles homonymes, voir Schmitz.
Nicolas Schmitz, né le 11 avril 1768 à Guessling-Hémering dans les Trois-Évêchés (Bailliage de Vic) et mort le 8 janvier 1851 à Paris, est un général français de la Révolution et de l’Empire.

## Biographie

### Sous la Révolution et le Consulat
Nicolas Schmitz s'engage comme soldat dans le régiment de Bourbonnais le 25 juin 1786. Il est sergent-major lorsque la Révolution française éclate, et ne tarde pas à être nommé adjudant-sous-lieutenant le 3 septembre 1793. Il fait d'abord partie de l'armée du Rhin sous Custine, et passe ensuite dans celle de Sambre-et-Meuse, commandée par le général Jourdan, qui le nomme lieutenant le 1er septembre 1796. Masséna, ayant pris le commandement de l'armée d'Helvétie, distingue le lieutenant Schmitz aux affaires de Zurich et de Muttenhal où il est grièvement blessé d'un coup de baïonnette et d'un coup de feu : il est nommé capitaine adjudant-major le 18 septembre 1801.

### Au service de l'Empire
Après avoir servi dans les corps d'armée de Moreau et de Davout avec rang de capitaine, il se trouve à la bataille d'Austerlitz le 2 décembre 1805, où sa conduite est remarquée de l'Empereur. À la tête de la 2e compagnie des grenadiers du 108e de ligne, il parvient à arrêter un corps de cavalerie qui, après avoir forcé le premier bataillon de ce régiment, a voulu s'ouvrir un passage à travers le second. Sa résistance opiniâtre est récompensée par le grade de chef de bataillon le 16 octobre 1806, auquel toutefois il n'est promu qu'après la bataille d'Iéna du 14 octobre 1806. Le général de division Louis Friant lui a donné le commandement du régiment au moment où le colonel Higonet est grièvement blessé. Sa conduite est signalée à l'Empereur dans le rapport officiel du général Lochet en ces termes : « je dois ajouter en faveur de M. Schmitz qu'il a surpassé en bravoure tout ce que le régiment a dit de lui ». C'est surtout à la bataille d'Abensberg le 20 avril 1809, qu'il se fait glorieusement remarquer par son sang-froid et sa bravoure : à la tête de trois compagnies de grenadiers et d'une de fusiliers, il se porte derrière la droite autrichienne qui cherche à déborder la gauche de la division française, l'attaque à la baïonnette et la refoule, faisant prisonnier un major et 400 hommes. À la suite de cette affaire où il est atteint d'un coup de feu à l'avant-bras, Schmitz est nommé major le 8 juin 1809, et le 16 novembre de la même année, il prend le commandement du 32e de ligne. 
Peu après il est appelé à l'armée d'Espagne, avec le commandement du 2e régiment provisoire d'infanterie de marche, et il est mis à l'ordre du jour de l'armée de Navarre le 30 mars 1810 en ces termes : « le général gouverneur s'empresse d'informer l'armée française que le chef de bande, le fameux Mina, a été battu par la colonne du brave major Schmitz, les soldats de Mina ont été mis en déroute, et lui-même pris après avoir été blessé ». Le 2 mars 1811, il est nommé colonel du régiment d'Illyrie, puis passe à la Grande Armée.
Le 26 février 1812, il épouse Marie-Adélaïde-Luce Rigaudeau-Jublin (1790-1872). Le couple aura quatre fils, qui feront tous carrière dans l'armée :
- Achille-Dominique Schmitz (1813-1854) ;
- Eugène-Juste Schmitz (1815-1896) ;
- François-Xavier-Léon Schmitz (1816-1890) ;
- Isidore-Pierre Schmitz (1820-1892)[1].

Participant à la campagne de Russie de 1812-1813, le général Schmitz est grièvement blessé à Krasnoï dans l'un des trois combats que se livrent près de cette ville les armées françaises et russes. Il n'en continue pas moins de suivre l'armée et a un pied gelé pendant la retraite. Promu au grade de général de brigade le 16 juin 1813, il se fait remarquer à l'armée d'Italie pendant les campagnes de 1813 et 1814, notamment aux affaires de Feistritz le 6 septembre 1813, où il est atteint d'un coup de feu à la poitrine, de Rescinta en Frioul le 13 octobre 1813, et à celle de Parme le 2 mars 1814, ainsi que le font connaître les divers ordres du jour de l'armée.

### 1815, la dernière campagne
Napoléon récompense le général Schmitz en le créant baron de l'Empire et chevalier de l'ordre de la Couronne de fer par un décret du 15 mars 1814. Chevalier de la Légion d'honneur depuis le 5 novembre 1811, il devient officier de l'ordre le 5 décembre 1815 et ensuite commandeur. La campagne de 1815 vient lui fournir une nouvelle occasion de signaler sa bravoure en prenant une part active à la bataille des Quatre Bras. Il est admis à la retraite le 18 octobre 1815. Après la seconde Restauration, il devient commandant de la Garde nationale de Pontoise entre 1831 et 1841. Il meurt le 8 janvier 1851 dans sa 83e année au 11, rue Neuve-Coquenard (actuelle rue Lamartine) à Paris. Après le décès, sa veuve, devenue rentière, s'établit au 98 de l'actuelle rue des Boulets à Paris (XIe arrondissement). Il est enterré sous un obélisque au cimetière de Pontoise.

## Distinctions
- Il fait partie des 660 personnalités à avoir son nom gravé sous l'arc de triomphe de l'Étoile. Il apparaît sur la 39e colonne (l’Arc indique SCHMITZ).
- En 2011, l'Association pour la Sauvegarde du Patrimoine et de l'Histoire de Guessling-Hémering a érigé une stèle en l'hommage au Général Nicolas Schmitz, à Guessling-Hémering[2].

## Armoiries
| Figure | Blasonnement |
| ------ | --- |
|        | Nicolas Schmitz (11 avril 1768 - Guessling-Hémering, mort le 8 janvier 1851 - Paris), colonel au régiment d'Illyrie (2 mars 1811), général de brigade (16 juin 1813), Baron de l'Empire (décret du 15 mars 1814), Commandeur de la Légion d'honneur, chevalier de Saint-Louis (20 août 1814), Chevalier de l'ordre de la couronne de fer (décret du 15 mars 1814), D'azur au lion d'argent ; au canton des barons militaires brochant. |

## Sources
- Le site officiel consacré au general Nicolas Schmitz ;
- Germain Sarrut, Biographie des hommes du jour : industriels, conseillers-d'Etat, artistes, chambellans, députés, prêtres, militaires, écrivains, rois, diplomates, pairs, gens de justice, princes, espions fameux, savans, H. Krabe, 1836 (lire en ligne) ;